# داني ميخائيل
داني ميخائيل (بالإنجليزية: Danny Michael)‏ هو مهندس الصوت ومهندس أمريكي، ولد في القرن العشرين.

## وصلات خارجية
- داني ميخائيل على موقع IMDb (الإنجليزية)
- داني ميخائيل على موقع قاعدة بيانات الفيلم (الإنجليزية)